# Espace quadratique
Un espace quadratique est un K-espace vectoriel sur lequel est définie une forme quadratique. Le corps K étant supposé de caractéristique différente de 2, la forme bilinéaire symétrique associée à cette forme quadratique, souvent supposée non dégénérée, sert à définir une relation d'orthogonalité. Les espaces vectoriels quadratiques sont des généralisations des espaces vectoriels euclidiens.

## Propriétés
Sur un espace quadratique, on peut définir les notions d'endomorphisme adjoint, d'endomorphisme symétrique et d'automorphisme orthogonal. Les similitudes peuvent également être définies sur un espace quadratique.